# أبو قريش القهستاني
أَبُو قُرَيْش القُهُسْتَاني (ت. 313 هـ / 925 م) هو من حفاظ الحديث.
هو محمد بن جمعة بن خلف، أبو قريش القهستاني الأصم. ولد سنة عشرون ونيف ومئتان وتوفي سنة ثلاثة عشر وثلاثمائة. قال ابن ناصر الدين: «متقن ثقة مكثر رحال». توفي بقهستان.

## آثاره
من آثاره:
- «المسند الكبير».
- «حديث مالك وسفيان وشعبة».
- «كتاب في الحديث» رتبه على الأبواب.